# Ascend: Hand of Kul
Ascend: Hand of Kul (tiền thân là Ascend: New Gods) là một game free-to-play do hãng Signal Studios phát triển và Microsoft Studios phát hành vào năm 2013 dành cho hệ máy Xbox 360 và Microsoft Windows. Nó đã được công bố tại hội chợ triển lãm Electronic Entertainment Expo 2012 trong một cuộc họp báo của Microsoft. Game có sẵn trong Xbox Live Arcade miễn phí nếu người chơi là thành viên Vàng. Ngày 18 tháng 8 năm 2014 trò chơi này bị loại khỏi danh sách game dành cho thị trường Xbox. Ngày 21 tháng 8 năm 2014 hãng đã công bố máy chủ của game sẽ chấm dứt vào ngày 18 tháng 11 năm 2014. Phiên bản PC chính thức đóng cửa vào ngày 20 tháng 6 năm 2016.

## Cốt truyện
Nhân vật chính trong Ascend: Hand of Kul là một thành viên Caos, chủng tộc quy tụ các chiến binh dũng mãnh. Người chơi sẽ phụng sự các vị thần, thề trung thành với một trong ba vị thần (Darkness, Light, và Void) và giúp cho vị thần mà họ chọn nắm quyền thống trị toàn thế giới. Mục đích là để đánh bại các Titan. Titan là những gã khổng lồ to lớn bất tử.

## Lối chơi
Menu chính trong game được chia thành năm tab: Store, Inventory, Spells, Map và Crusade. Ascend: Hand of Kul  cho phép cho một số loại tùy biến khác nhau bao gồm áo giáp, vũ khí và dung mạo nhân vật. Game còn có thêm mục chơi nối mạng song song, mà người chơi trải nghiệm chuyến phiêu lưu trong phần chơi đơn, nhưng có thể thấy những người chơi khác đang trong trên bước đường phiêu lưu trong phần chơi đơn cùng một lúc. Người chơi không thể tương tác với nhau như kiểu co-op truyền thống, nhưng có thể mua và gửi "phước lành" (Blessings) và "lời nguyền" (Curses) cho nhau. Lời nguyền triệu hồi quái vật nhắm mục tiêu vào lãnh địa của người chơi và nếu đánh bại được chúng thì sẽ được ban thưởng hậu hĩnh. Phước lành thì chỉ đơn giản là buff cho những đối tượng là người chơi khác. Bên cạnh đó game còn có mấy mục chơi khác như Cooperative và Player vs Player được nhà sản xuất lên kế hoạch phát triển nhưng giờ không làm nữa.